# Шантунг
Шантунг е вид плат, изтъкан от дебела копринена прежда. При изтегляне на копринената нишка от пашкулите на края остават къси влакна с по-голяма плътност, които се изпридат. Получава се така наречената буретна коприна. Лицето на плата, изтъкан от тази прежда, има характерни ефекти от удебелените нишки, които се получават поради неравномерната плътност на коприненото влакно. Името му идва от това на китайската провинция Шандун (букв. „Източни планини“). Използва се за изработката на летни дрехи.